# قطعنامه ۱۹۳۱ شورای امنیت
قطعنامه  ۱۹۳۱ شورای امنیت سازمان ملل متحد که در تاریخ ۲۹ ژوئن ۲۰۱۰ تصویب شد، سندی بین‌المللی دربارهٔ دادگاه بین‌المللی برای یوگسلاوی سابق است. این قطعنامه طی نشست ۶۳۴۸ام با ۱۵ رای موافق، ۰ مخالف و ۰ ممتنع تصویب شد.